# Manfred Odermatt
Manfred «Mandi» Odermatt (geboren am 26. Februar 1940 in Berlin; gestorben am 8. Juli 2024 in Wiesendangen) war ein Schweizer Fussballspieler und -trainer.
Odermatt wurde als eines von sechs Kindern in Berlin geboren. Kriegsbedingt ziehen seine Eltern zurück in die Schweiz, wo Odermatt mit 12 Jahren als Junior beim FC Tössfeld anfängt Fussball zu spielen und bereits mit 15 im Fanionteam des Winterthurer Quartiervereins aufläuft.
Nach dem Aufstieg des FC Winterthur in die Nationalliga A wurde Odermatt als 19-Jähriger nach einem Testspiel Tössfelds den FC Winterthur tags darauf sogleich vom Stadtclub verpflichtet. In der Folge spielte er fast während seiner gesamten Karriere von der Saison 1959/60 bis 1973/74 für den FC Winterthur (FCW) und erreichte dabei mit dem Verein 1969 den Schweizer Cupfinal sowie zweimal den Ligacup-Final. Zu Beginn wurde Odermatt als Mittelstürmer eingesetzt, danach als Verteidiger. Im Mittelfeld spielte er unter anderem mit Herbert Dimmeler zusammen und gegen Ende seiner Karriere spielte er wiederum als Aussenverteidiger. Während seiner Zeit in Winterthur bestritt er über 300 Spiele für den FCW, davon 191 Spiele (6 Tore) in der Nationalliga A. Damit ist er nach Rolf Bollmann der Spieler mit den zweitmeisten Spielen für die Winterthurer in der Nationalliga A seit der Gründung des Liga 1933/34.
Danach wechselte Odermatt als Spieler-Trainer zum FC Gossau. Während seiner drei Saisons in Gossau erreichte Odermatt mit den Ostschweizern den Aufstieg von der 1. Liga in die Nationalliga B. Nach dem Abstieg des FC Winterthur 1977 wechselte er zurück zu seinem Stammverein und war dort während der Saison 1977/78 Trainer der 1. Mannschaft, bevor er nach einer Saison von Bert Theunissen abgelöst wurde. Danach wirkte er von 1979 bis 1982 als Spielertrainer beim SC Veltheim und ab 1982 beim FC Schwamendingen.